# Łęczna (district)
Łęczna (powiat łęczyński) is een district (powiat) in de Poolse woiwodschap Lublin. Het district heeft een oppervlakte van 633,75 km2 en telt 57.544 inwoners (2014).
Stadsdistricten:
Biała Podlaska · Chełm · Lublin · Zamość

Districten:
Biała Podlaska · Biłgoraj · Chełm · Hrubieszów · Janów Lubelski · Krasnystaw · Kraśnik · Lubartów · Lublin · Łęczna · Łuków · Opole Lubelskie · Parczew · Puławy · Radzyń · Ryki · Świdnik · Tomaszów Lubelski · Włodawa · Zamość